# Pilský Rybník (sjö i Tjeckien, Hradec Králové)
Pilský Rybník är en sjö i Tjeckien.   Den ligger i regionen Hradec Králové, i den centrala delen av landet, 60 km nordost om huvudstaden Prag. Pilský Rybník ligger 213 meter över havet.  I omgivningarna runt Pilský Rybník växer i huvudsak blandskog.